# 吳家德
吳家德，出身於台灣台南市，現為 作家，講師，專業經理人，慈善公益事務推動者。

## 學歷
- 國立善化高級中學
- 元智大學企管系
- 南臺科技大學高階主管企管碩士

## 經歷
曾任荷蘭銀行高雄分行襄理、台北富邦銀行個金總處副理、京城銀行台南分行經理、遠東商銀鳳山分行與嘉義分行經理。
獲選為《經理人月刊》2016 年度「100MVP 經理人」。
中年從金融業轉職到餐飲業。
2017 年 11 月 - 2020 年 4 月，任職迷客夏總部副總經理。
2020 年 4 月開始，任職唯賀國際餐飲集團總經理。
2023年獲選國立善化高級中學傑出校友。
2023年獲選元智大學管理學院傑出校友。

## 著作
| 年份 | 書名                                                                               | 出版社   | ISBN          |
| ---- | ---------------------------------------------------------------------------------- | -------- | ------------- |
| 2015 | 《成為別人心中的一個「咖」：讓你的職場與人生更富有》                               | 遠流     | 9789573277491 |
| 2017 | 《從卡關中翻身：45則勵志故事翻轉人生窘境，菜鳥、老鳥不可不知的職場破關指南！》     | 麥田     | 9789863444213 |
| 2019 | 《觀念一轉彎，業績翻兩番！》                                                       | 時報出版 | 9789571377094 |
| 2021 | 《不是我人脈廣，只是我對人好：從利己到利他，吳家德的人脈學，幫助你一輩子受用無窮》 | 麥田     | 9786263100411 |
| 2023 | 《生活是一場熱情的遊戲》                                                           | 有鹿文化 | 9786267262177 |
| 2025 | 《與人為善的幸福哲學-吳家德的豐盛人生心法》                                        | 遠流     | 9786264181495 |

## 外部連結
- Podcast：你好！我是吳家德 （页面存档备份，存于）